# Ex vivo
Ex vivo (lateinisch für ‚außerhalb des Lebendigen‘) bezeichnet Verfahren oder Abläufe, bei denen lebendes biologisches Material, insbesondere Zellen, Gewebe oder Organe, einem lebenden Organismus entnommen und außerhalb dessen üblicherweise über eine begrenzte Zeit kultiviert werden. Dies ermöglicht eine Behandlung und Untersuchungen des Materials unter kontrollierten Bedingungen. Beispiele für Ex-vivo-Verfahren sind die Ex-vivo-Gentherapie, Untersuchungen am Langendorff-Herz und der Ex Vivo Eye Irritation Test (EVEIT).
Bei der Ex-vivo-Gentherapie zum Beispiel werden Gene in Zellen eingeschleust, die einem Individuum entnommen wurden. Anschließend werden die derart veränderten Zellen dem Individuum wieder zugeführt, um so eine Erbkrankheit zu behandeln.